# Löhnberg
Löhnberg är en kommun och ort i Landkreis Limburg-Weilburg i Regierungsbezirk Gießen i förbundslandet Hessen i Tyskland. Kommunen bildades 31 december 1970 genom en sammanslagning av de tidigare kommunerna Löhnberg, Niedershausen und Obershausen i den nya kommunen Löhnberg. Selters uppgick i kommunen 1 juli 1974.